# Carli Lloyd (pallavolista)
Carli Ellen Lloyd (Fallbrook, 6 agosto 1989) è una pallavolista statunitense, palleggiatrice della LOVB Austin.

## Carriera

### Club
Carli Lloyd inizia a giocare a pallavolo alle scuole superiori, con la Fallbrook HS. Tra il 2007 e il 2010 fa parte della squadra della sua università, impegnata in NCAA Division I, la UC Berkeley: nelle prime tre annate giunge fino alle finali regionali, mentre nel suo senior year, giunge fino alla finale NCAA, perdendo sempre contro la Penn State; nonostante le sconfitte, nelle quattro stagioni universitarie raccoglie diversi premi individuali, tra i quali quello di National Player of the Year nel 2010.
Nella stagione 2011-12 viene ingaggiata dal Busto Arsizio, con cui vince la Coppa Italia, la Coppa CEV e lo scudetto, mentre nella stagione successiva vince la Supercoppa italiana, ma lascia la squadra poco prima del termine della stagione. Nella stagione 2013-14 passa all'Imoco di Conegliano, mentre in quella successiva si accasa nel club azero della Lokomotiv Baku.
Nel campionato 2015-16 ritorna in Italia per vestire la maglia del Casalmaggiore, dove resta un biennio, aggiudicandosi la Supercoppa italiana 2015 e la Champions League 2015-16. Nella stagione 2017-18 approda in Turchia, dove disputa la Sultanlar Ligi col Fenerbahçe; tuttavia un infortunio prima dell'inizio dell'annata la costringe a rinunciare al contratto con la formazione turca e rientrare in campo solo nella seconda metà della stagione, ingaggiata dal Barueri, club impegnato nella Superliga Série A brasiliana, dove gioca anche nella stagione seguente, difendendo però i colori del Praia Clube con cui conquista la Supercoppa brasiliana.
Nella stagione 2019-20 si accasa con l'Eczacıbaşı, conquistando la Supercoppa turca, mentre nella stagione successiva si accorda per ritornare al club di Casalmaggiore, in Serie A1, ma scopre di essere in stato interessante prima dell'inizio delle competizioni, dovendo così prendere una pausa. Rientra in campo nel 2022, in occasione della seconda edizione dell'Athletes Unlimited. Nel campionato 2022-23 torna a difendere i colori del club di Busto Arsizio, nel frattempo rinominato UYBA. 
In seguito gioca a Porto Rico, dove difende i colori delle Cangrejeras de Santurce nella Liga de Voleibol Superior Femenino 2024, conquistando lo scudetto e ricevendo il premio come miglior palleggiatrice, oltre a essere inserita nello All-Star Team del torneo. Torna poi in patria per partecipare alla prima edizione della League One Volleyball con la LOVB Austin, vincendo il titolo nazionale. 

### Nazionale
Nel 2011 entra nel giro della nazionale statunitense, prendendo parte ai collegiali, ma senza esordire in gare ufficiali. Debutta in occasione della Coppa panamericana 2012, vincendo la medaglia d'oro, bissata nel 2015, venendo anche premiata come miglior palleggiatrice in quest'ultima occasione; nel medesimo torneo si aggiudica anche un argento nel 2014. Conquista poi l'oro ai XVII Giochi panamericani, dove, oltre che come miglior palleggiatrice, viene eletta miglior giocatrice del torneo. Nel 2016 vince la medaglia d'argento al World Grand Prix e quella di bronzo ai Giochi della XXXI Olimpiade.
Inizia il seguente ciclo olimpico con la vittoria del bronzo alla Grand Champions Cup 2017, seguita dalla medaglia d'oro alla Volleyball Nations League 2018. Nell'agosto 2019 dà il suo addio alla nazionale.

## Palmarès

### Club
- Campionato italiano: 1

2011-12
- Campionato portoricano: 1

2024
- LOVB: 1

2025
- Coppa Italia: 1

2011-12
- Supercoppa italiana: 2

2012, 2015
- Supercoppa brasiliana: 1

2018
- Supercoppa turca: 1

2020
- Champions League: 1

2015-16
- Coppa CEV: 1

2011-12

### Nazionale (competizioni minori)
- Giochi panamericani 2011
- Coppa panamericana 2012
- Coppa panamericana 2014
- Coppa panamericana 2015
- Giochi panamericani 2015

### Premi individuali
- 2007 - NCAA Division I: Medison Regional All-Tournament Team
- 2008 - All-America Second Team
- 2009 - All-America Second Team
- 2010 - National Player of the Year
- 2010 - All-America First Team
- 2010 - NCAA Division I: Seattle Regional MVP
- 2010 - NCAA Division I: Kansas City National All-Tournament Team
- 2015 - Coppa panamericana: Miglior palleggiatrice
- 2015 - XVII Giochi panamericani: MVP
- 2015 - XVII Giochi panamericani: Miglior palleggiatrice
- 2016 - Champions League: Miglior pallaggiatrice
- 2016 - Campionato mondiale per club: Miglior palleggiatrice
- 2024 - Liga de Voleibol Superior Femenino: Miglior palleggiatrice
- 2024 - Liga de Voleibol Superior Femenino: All-Star Team